# Maniuara
Maniuara é uma das espécies de formiga utilizadas como alimento em comunidades da região do Alto Rio Negro, em Manaus (AM). O preparo do inseto, conhecido como "saúva que ferra" é simples. A maniuara é colocada de molho em água e sal. Apenas a cabeça é comida.
É possível encontar a iguaria em restaurantes brasileiros com alguma dificuldade. O hábito de comer maniuara é mais comum no âmbito indígena das famílias da região.
Seu nome vem do tupi antigo e significa "comedor de mani" (mani + guara), provavelmente mandioca ou suas folhas.